# Pesoz (San Martín de Oscos)
Pesoz (Pezós en idioma asturiano) es una parroquia del concejo de San Martín de Oscos, en el Principado de Asturias, España. Ocupa una extensión de 8.80 km². Tiene una población de 17 habitantes (INE 2023).

## Lugares
- Bousoño: 14 habitantes
- Mazo de Mon: 4 habitantes